# プレデターズ エヴォリューション
『プレデターズ エヴォリューション』（原題：La traque、英題：Prey）は2010年のフランスのホラー映画。

## あらすじ
突如、森の動物たちが不可解な異常行動を取り始めていた。鹿は通電フェンスに自ら飛び込み、イノシシは、人々を襲うようになっていた。そんな中、ナタンは恋人の家族と共に異常行動を取る動物たちの謎を探るため、不安ながらも森に駆り出される。 

## スタッフ
- 監督：アントワーヌ・ブロシエ
- 脚本：アントワーヌ・ブロシエ、エリッシュ・ボジェール
- 音楽：ピエール・エイム
- 撮影：ロマリック・ローレンス

## キャスト
- ナタン：グレゴワール・コラン
- ニコラス：フランソワ・レヴァンタル
- クレール：ベレニス・ベジョ
- マリー：イザベル・ルノー
- エリック：フレッド・ユリス
- ダヴィッド：ジョゼフ・マレルバ